# Papekop
Papekop est un village situé dans la commune néerlandaise d'Oudewater, dans la province d'Utrecht. Le 1er janvier 2003, le village comptait 425 habitants.

## Histoire
Papekop a été une commune indépendante jusqu'au 1er février 1964, quand elle fusionne avec Hekendorp, Waarder et Lange Ruige Weide pour former la nouvelle commune de Driebruggen. En 1989, Driebruggen est rattaché à Reeuwijk ; à cette occasion, Papekop en est détaché et rattaché à Oudewater, passant à la province d'Utrecht.